# 9579 Passchendaele
9579 Passchendaele este un asteroid din centura principală de asteroizi.

## Descriere
9579 Passchendaele este un asteroid din centura principală de asteroizi. A fost descoperit pe 3 aprilie 1989 la Observatorul La Silla de Eric Walter Elst. Asteroidul prezintă o orbită caracterizată de o semiaxă mare de 2,43 ua, o excentricitate de 0,12 și o înclinație de 1,8° în raport cu ecliptica.